# أولغا روزانوفا
أولغا فلاديميروفنا روزانوفا تُكتب أيضًا روزانوفا (الروسية: Ольга Владимировна Розанов) 22 يونيو 1886 - 7 نوفمبر 1918، موسكو كانت فنانة روسية طليعية  ترسم في أنماط التفوق والبدائية الجديدة والمستقبلية الكوبية.

## روابط خارجية
- 50 صورة لأعمال فنية لأولغا روزانوفا، على موقع Wikiart
- Olga Vladimirovna Rozanov biography على موقع واي باك مشين (نسخة محفوظة May 13, 2008)